# All Along the Watchtower
Pistes de John Wesley Harding
I Dreamed I Saw St. Augustine The Ballad of Frankie Lee and Judas Priest
All Along the Watchtower est une chanson de Bob Dylan figurant sur son album John Wesley Harding, paru en 1967. Elle a été reprise par de nombreux autres artistes, notamment Eric Clapton, Jimi Hendrix, Neil Young et U2.

## Version de Bob Dylan
Bob Dylan a enregistré cette chanson en cinq prises lors de la deuxième session d'enregistrement pour l'album John Wesley Harding, le 6 novembre 1967 au studio Columbia A de Nashville.
Il s'agit de la chanson qu'il a le plus interprétée en concert, et elle figure sur quatre de ses albums enregistrés en public : Before the Flood (1974), Bob Dylan at Budokan (1979), Dylan and the Dead (1989) et MTV Unplugged (1995).

### Contexte
Dylan a composé All Along the Watchtower et d'autres chansons apparaissant sur l'album John Wesley Harding dans l'année qui a suivi son accident de moto, durant l'été 1966. La période de convalescence qui suivit cet accident, arrivé près de la maison de Dylan à Woodstock, lui permit de prendre du recul par rapport aux tournées incessantes d'alors et a entraîné un changement radical de son mode de vie,. Après la naissance de son premier enfant début 1966, et du deuxième au milieu de l'année 1967, il commence à prendre goût à la vie de famille et s'intéresse de plus en plus à la Bible, comme on peut le voir à travers les différentes allusions au texte sacré, notamment avec des chansons telles que All Along the Watchtower, Dear Landlord, I Dreamed I Saw St. Augustine et The Wicked Messenger,.

### Enregistrement
Dylan enregistra cette chanson le 6 novembre 1967, au Columbia Studio A à Nashville, Tennessee, dans le même studio où fut enregistré Blonde on Blonde le printemps de l'année précédente. Accompagnant Dylan, qui joue de la guitare sèche et de l'harmonica, on retrouve deux vétérans des enregistrements Blonde on Blonde à Nashville, Charlie McCoy à la basse et Kenny Buttrey à la batterie. L'album est produit par Bob Johnston, qui a déjà produit les deux précédents albums de Dylan, Highway 61 Revisited en 1965 et Blonde on Blonde en 1966.
La session durant laquelle cette œuvre fut enregistrée fut la deuxième sur les trois qui eurent lieu à Nashville pour l'album John Wesley Harding. All Along the Watchtower, la première chanson de cette session, fut enregistrée en cinq prises, et la troisième et la cinquième furent collées et retravaillées pour constituer la version album. Comme beaucoup d'autres morceaux de cet album, le titre est assez sombre, et tranche avec les précédentes œuvre de Dylan datant du milieu des années 1960.

### Analyse
Plusieurs critiques musicaux ont mis en avant le fait que les paroles de All Along the Watchtower font référence au Livre d'Isaïe, :

« 5 On dresse la table, la garde veille, on mange, on boit ... Debout, princes ! oignez le bouclier !
6 Car ainsi m’a parlé le Seigneur : Va, place la sentinelle ; qu’elle annonce ce qu’elle verra. 7 Elle vit de la cavalerie, des cavaliers deux à deux, des cavaliers sur des ânes, des cavaliers sur des chameaux ; et elle était attentive, très attentive. 8 Puis elle s’écria, comme un lion : Seigneur, je me tiens sur la tour toute la journée,
et je suis à mon poste toutes les nuits ; 9 et voici, il vient de la cavalerie, des cavaliers deux à deux !
Elle prit encore la parole, et dit : Elle est tombée, elle est tombée, Babylone, et toutes les images de ses dieux sont brisées par terre ! »

— Livre d'Ésaïe, chapitre 21, versets 5-9
Parlant des chansons de cet album lors d'une interview parue dans le magazine de folk music Sing Out! en octobre 1968, Dylan tient ce discours à John Cohen et Happy Traum :

« Je n'ai pas rempli mon rôle de chanteur de chansons populaires. Ce type de chanteur peut s'asseoir et chanter trois chansons durant une heure et demie… Il peut tout vous dévoiler, tout vous faire voir. Les mélodies de cet album, John Wesley Harding, manquent de cette traditionnelle perception du temps. Comme on peut le voir dans le troisième couplet de The Wicked Messenger, où tout se découvre à ce moment-là et la chanson prend d'un coup son élan… On peut dire la même chose à propos de All Along the Watchtower, qui dévoile de manière un peu différente, d'une manière étrange même, puisque nous avons les événements dans un ordre anti-chronologique. »

— Bob Dylan, Dylan on Dylan: The Essential Interviews.
La structure inhabituelle de la narration a été remarquée par le professeur de littérature anglaise Christopher Ricks, qui voit dans All Along the Watchtower un exemple de l'audace de Dylan à manipuler le temps et la chronologie des événements : « à la fin du dernier couplet, on a l'étrange impression que la chanson démarre enfin, comme si le mythe recommençait »,.
Les critiques musicaux ont décrit la version de Dylan comme un chef-d'œuvre de sous-entendus et de litotes. Selon Andy Gill : « Dans la version de Dylan, c'est le dénuement du scénario qui frappe les esprits, l'harmonica entêtant et suraigu et la rythmique simplissime de la guitare sèche annonçant les conséquences du cataclysme ; avec la version de Jimi Hendrix, … ce cataclysme est devenu palpable grâce aux riffs tourbillonnants de la guitare électrique. »,.

D'autres ont été moins amènes avec la version de Dylan. Dave Van Ronk, un admirateur des premières heures de Dylan et un mentor, affirme : 

« Toute cette mystique est une des grandes supercheries du monde artistique, parce derrière ce texte se cache surtout la confusion la plus totale. Dylan a plus d'une corde à son arc, surtout depuis qu'il s'est rendu compte qu'il pouvait écrire ce qu'il voulait − c'est Dylan après tout et quoiqu'il écrive et dise, les gens le croiront sur parole. Il a donc pu écrire quelque chose comme All Along the Watchtower, qui représente tout simplement une erreur de parcours, dès le titre : une tour de garde n'est pas une route ou un mur, et vous ne pouvez donc pas marcher le long de cette tour. »

— Dave Van Ronk, The Mayor of Macdougal Street

### Interprétations
John Wesley Harding est édité à la fin de l'année 1967, le 27 décembre, moins de deux mois après la période d'enregistrement. Cette chanson fut le deuxième single issu de l'album, lancée le 22 novembre 1968 mais elle ne connut pas un franc succès. Un enregistrement public de All Along the Watchtower issu de l'album Before the Flood apparaît sur la face B de Most Likely You Go Your Way (And I'll Go Mine) en 1974. Les enregistrements provenaient de deux concerts différents, plus tôt dans l'année au Forum dans la banlieue de Los Angeles, tous les deux interprétés par Dylan et The Band.
La première interprétation en concert fut réalisée par Dylan le 3 janvier 1974, à Chicago pour la soirée de lancement de sa tournée, le 'comeback tour'. Depuis cette première performance en public, Dylan s'est systématiquement inspiré de la version de Hendrix, bien plus que de sa propre version. L'auteur Michael Gray a écrit que cette chanson fut celle qui fut la plus interprétée parmi toutes les chansons de Dylan. Selon Gray, Dylan l'aurait chanté en concert 1 393 fois entre sa sortie et la fin de l'année 2003.
Ces dernières années, Dylan chante le premier couplet une seconde fois à la fin de la chanson. Comme Gray le fait remarquer dans The Bob Dylan Encyclopedia : « Dylan a choisi de terminer la chanson de cette manière afin de diminuer son côté apocalyptique et mettre l'accent sur le rôle central de l'artiste. En répétant le premier couplet à la fin, Dylan termine sa chanson avec ces mots : « Personne à l'horizon/Ne sait ce que tout cela vaut » − en appuyant à la fin sur le mot 'worth') »,. Dylan aurait peut-être repris l'idée de Grateful Dead qui a toujours interprété cette chanson en reprenant le premier couplet à la fin, avec ou sans Dylan.
L'enregistrement original de All Along the Watchtower est présent dans de nombreux greatest hits albums de Dylan, ainsi que dans les deux coffrets 2CD, Biograph paru en 1985 et Dylan en 2007. En plus de cela, Dylan a édité quatre enregistrements publics de cette chanson sur les albums suivants : Before the Flood, Bob Dylan at Budokan, Dylan and the Dead et MTV Unplugged.

### Musiciens/Chanteurs
- Bob Dylan : chant, guitare acoustique, harmonica
- Charlie McCoy : basse
- Kenny Buttrey : batterie

## Reprise de Jimi Hendrix
Singles de The Jimi Hendrix Experience
Up from the Skies
(1968) Crosstown Traffic
(1968)
Pistes de Electric Ladyland
House Burning Down Voodoo Child (Slight Return)
La reprise de All Along the Watchtower par Jimi Hendrix figure sur l'album Electric Ladyland, sorti en 1968. Elle gagna beaucoup plus en popularité que celle de Dylan, atteignant le Top 40 aux États-Unis et se classant dans les charts anglais. Comparée à la version originale, celle de Jimi Hendrix est plus lente.
Hendrix aurait dit[réf. nécessaire] :

« Les gens qui n'aiment pas les chansons de Bob Dylan devraient lire ses textes. Ils sont faits des joies et des peines de la vie. Je suis comme Dylan, aucun de nous deux ne peut chanter normalement. Parfois, je joue des chansons de Dylan et elles me ressemblent tellement que j'ai l'impression de les avoir écrites. Je perçois Watchtower comme une chanson que j'aurais pu écrire, mais je suis sûr que je ne l'aurais jamais achevée. Quand je pense à Dylan, je me dis souvent que je n'aurais jamais pu écrire les textes qu'il parvient à produire, mais j'aimerais qu'il m'aide, parce que j'ai beaucoup de chansons que je n'arrive pas à terminer. Je pose juste quelques mots sur le papier, et je ne peux pas aller plus loin. Mais maintenant les choses s'améliorent, je suis un peu plus sûr de moi. »

— Jimi Hendrix, ?
L'enregistrement se déroule aux studios Olympic à Londres en janvier 1968, durant lequel est convié en plus du groupe, le guitariste de Traffic Dave Mason à la guitare acoustique et le guitariste des Rolling Stones Brian Jones à l'orgue. En raison des conflits entre Jimi et son bassiste Noel Redding, ce dernier décide de quitter les sessions, laissant le guitariste se charger de la basse, tandis que Brian Jones, habituellement multi-instrumentiste excellent, est incapable de jouer l'orgue sur la chanson en raison de ses problèmes de drogues (il est par contre bien présent sur l'album Beggars Banquet avec son groupe) et ne joue que du tambourin d'accompagnement.
Dans le livret accompagnant son album Biograph, Dylan a déclaré :

« J'ai aimé l'enregistrement de Jimi Hendrix et depuis sa mort, je le fais de cette façon... C'est étrange car quand je la chante, j'ai toujours l'impression que c'est un hommage à lui d'une certaine manière. »

— Bob Dylan, Biograph (1985)
L'album South Saturn Delta présente la même prise de la chanson avec un mixage différent. On en retrouve des versions en public sur la vidéo d'Atlanta, les albums et vidéos consacrés à l'île de Wight (comme Blue Wild Angel: Live at the Isle of Wight).
Cette chanson est utilisée dans le film Watchmen : Les Gardiens de Zack Snyder, réalisé en 2009, et dans le film Forrest Gump de Robert Zemeckis en 1994 ; ainsi que dans les épisodes des Simpson La mère d'Homer (saison 7) et Une mamie hors la loi (saison 15), également dans la série American Horror Story (saison 2) et dans la série Lucifer (saison 2). Elle sert également d'écran-titre au jeu-vidéo Mafia III.
Elle intervient dans la série de science-fiction Battlestar Galactica (version 2004-2009) comme un signal que seuls certains des personnages peuvent entendre. Elle les amène à converger vers le même endroit et se retrouver puis découvrir un lien entre eux.
Paradoxe, cette histoire se déroule dans le passé, bien que la terre soit aussi une planète mythique du peuple d'humains qui vivent cette histoire.
En 2021, le magazine américain Rolling Stone classe la version d'Hendrix en 40e position dans sa liste des « 500 plus grandes chansons de tous les temps ».

## Classements
| Classement (1968)              | Meilleure place |
| ------------------------------ | --------------- |
| Allemagne (Media Control AG)   | 21              |
| Autriche (Ö3 Austria Top 40)   | 17              |
| Pays-Bas (Single Top 100)      | 9               |
| Royaume-Uni (UK Singles Chart) | 5               |
| États-Unis (Billboard Hot 100) | 20              |

### Musiciens/Chanteur
- Jimi Hendrix : chant, guitare électrique, guitare basse
- Mitch Mitchell : batterie
- Dave Mason : guitare acoustique à 12 cordes
- Brian Jones : percussions

## Autres reprises
- The Third Eye sur l'album Awakening (1969) ;
- Bobby Womack sur l'album Across 110th Street (1973) ;
- Barbara Keith sur l'album Barbara Keith (1973) ;
- Dave Mason sur l'album Dave Mason (1974) ;
- XTC sur l'album White Music (1978) ;
- Frank Marino & Mahogany Rush sur l'album Tales of the Unexpected (1979) ;
- Michael Hedges sur l'album Watching My Life Go By (1986) ;
- U2 en concert sur l'album Rattle and Hum (1988) ;
- Dave Matthews Band en concert sur l'album Listener Supported (1999) ;
- Neil Young, avec Chrissie Hynde, en concert sur l'album Road Rock Vol. 1: Friends and Relatives (2000) ;
- Taj Mahal sur l'album Hanapepe Dream (2000) ;
- Paul Weller sur l'album Studio 150 (2004) ;
- Keziah Jones sur l'album Black Orpheus Limited Edition (2004) ;
- Bear McCreary a arrangé la chanson pour les derniers épisodes des saisons 3 et 4 de Battlestar Galactica ;
- Eddie Vedder et The Million Dollar Bashers pour la bande-son du film I'm Not There (2007) ;
- Bryan Ferry sur l'album Dylanesque (2007) ;
- Francis Cabrel sur l'album Vise le ciel (2012) ;
- Steve Hackett sur l'album The Tokyo Tapes (uniquement dans la réédition de 2013) ;
- Jamie N. Commons pour la BO du film Need for Speed (2014) ;
- Tom Ellis au piano pour la BO de la 2e saison de Lucifer (2016) ;
- Afterhere sur l'album Addict (2018), utilisé pour le générique de début de la série britannique La Foire aux vanités.